# Cynopterus horsfieldii
Cynopterus horsfieldii es una especie de murciélago de la familia Pteropodidae.

## Distribución geográfica
Se encuentra en indochina (Tailandia, Camboya, Malasia) y algunas islas del archipiélago malayo: Borneo, Java, Sumatra, Islas menores de la Sonda, y pequeñas islas cercanas en Indonesia. Se ha registrado así mismo en Bali, Lombok, Simelue y Nías.

## Subespecies
- Cynopterus horsfieldii horsfieldii
- Cynopterus horsfieldii harpax
- Cynopterus horsfieldii persimilis
- Cynopterus horsfieldii princeps